# Catasetum pohlianum
Catasetum pohlianum là một loài thực vật có hoa trong họ Lan. Loài này được P.Castro & Campacci mô tả khoa học đầu tiên năm 1993.